# 몽블랑 (디저트)
몽블랑(Mont Blanc, 이탈리아어: Monte Bianco / 몬테 비앙코)은 이탈리아와 프랑스에서 처음으로 만들기 시작한 케익의 한 종류로 밤을 주재료로 만드는 디저트의 한 종류이다.

## 이름의 유래

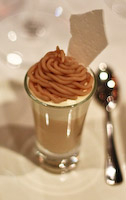
테츠야 몽블랑 디저트

몽블랑은 프랑스어로 "Mont Blanc"이라 하는데, 하얀 산이라는 뜻을 가지고 있다. 또한 몽블랑산은 알프스산맥에서 제일 높은 봉우리의 이름이기도 하며, 이 산맥은 프랑스와 이탈리아에 걸쳐 있다. 따라서 몽블랑은 두 가지의 의미를 지니고 있는 셈이다. 몽블랑을 발음할 때 프랑스인들은 몽블랑이라 하지만, 이탈리아어로 발음하면 몬테 비앙코이다. 이름에서 유추할 수 있듯이 몽블랑 케이크의 제일 큰 특징은 하얀 눈처럼 표현된 파우더 슈가이다. 이것은 마론 크림 위에 뾰족한 모양으로 장식되어 있는데 몽블랑의 꼭대기를 연상시킨다. 이 케이크는 알프스 산맥의 최고봉인 몽블랑에 반한 이탈리아 요리사가 처음으로 만들었는데, 초창기에는 ‘몬테 비앙코’ 라는 이름으로 불리었다.

## 역사
1475년 이탈리아 플로렌스(Florence)에서 출판된 지오바니 플라티나(Giovanni Platina)의 『순수한 요리(the Honest Cook)』라는 책에 처음으로 몬테 비앙코라는 요리가 등장한다. 1570년대에 발간된 바르톨로메오 스카피 (Bartolomeo Scappi)의 『교황 피오 5세의 요리비결(Cooking Secret of Pope Pius V)』에는 오늘날의 몽블랑과 거의 비슷한 배합 표가 최초로 기록되어 있다.

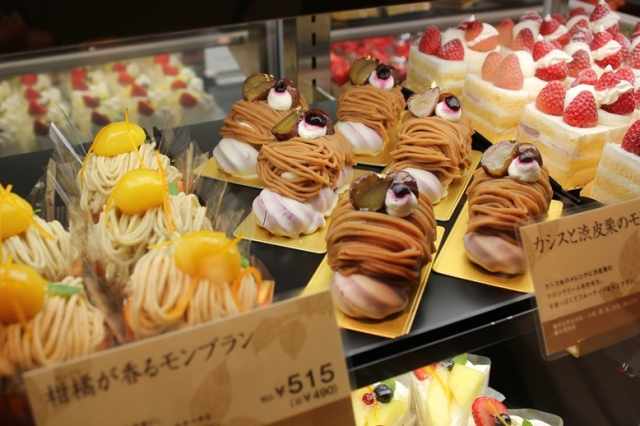
일본 백화점에 진열되어 있는 몽블랑

몬테 비앙코는 16세기 초에 이탈리아 전역에서 대중적인 후식으로 인기를 끌었는데, 이는 프랑스보다 앞선 것이었다.

특히 체사레 보르자와 그의 누이 루크레치아 보르자 집안에서 몬테 비앙코를 자주 접대했다는 이야기가 현재까지도 전해진다. (체사레 보르쟈는 교황 알렉산드르 6세의 사생아로서 마키아벨리가 군주론에서 역할 모델로 삼은 인물이다.)
1620년에 프랑스 사모니의 한 제빵사가 몬테 비앙코를 만들어서 이를 몽블랑으로 명칭하기 시작한 이후에 프랑스인 리옹(Lyon)과 그레노블(Grenoble)이 몽블랑 오 마롱을 만들어냈고, 이 음식은 곧 프랑스에 퍼지기 시작하였다. 몽블랑은 프랑스에서 17세기 즈음 유행하기 시작했는데 1620년대에 이르러 그 인기의 절정을 찍었다.
 20세기 초 일본으로 건너간 이 디저트는 현재 일본에서 가장 인기가 많은 조각 케이크 중 하나이다. 초기의 몽블랑은 노란색이었는데, 이는 피클링 과정을 거친 밤이 사용됐기 때문이다. 하지만 지금은 밤 페이스트를 이용하여 만들기 때문에 몽블랑은 어두운 진 갈색 빛을 나타낸다.

## 재료
몽블랑 케이크의 주 재료는 밤으로 만든 마론 크림, 달걀 흰자로 만든 머랭, 그리고 생크림과 설탕을 섞은 상티이 크림(creme Chantilly)이다.
 머랭은 달걀 흰자에 설탕을 저어서 만들고, 이후 낮은 온도에서 오랜 시간 동안 구워진다. 이것은 몽블랑의 제일 아래에 들어가는데 부드러우면서 매우 단 것이 특징이다. 그 위에는 상티이 크림이 올라간다. 상티이 크림은 모양유지가 잘 되기 때문에 몽블랑의 뾰족한 산 모양을 표현하는데 유용하다.
 상티이 크림 외에도 머랭이 몽블랑의 모습을 연출하는데 기여한다. 한편 마론 크림은 진한 밤 맛을 지니고 있으며, 과자와 상티이 크림 위에 얹어 국수 모양으로 짜서 장식한다. 밤 페이스트로 만든 이 마론 크림은 몽블랑을 대표하는 특징인 밤 맛을 연출한다. 이 위에는 마지막으로 몽블랑의 제일 큰 특징인 흰색의 슈가 파우더를 뿌려서 몽블랑 산을 표현한다.

몽블랑은 지역과 제빵장의 기량에 따라서 만드는 방법이나 들어가는 재료가 다양하기 때문에 보편적인 요리법이라고 할 수 있는 요리법은 없다. 하지만 모든 몽블랑에는 마론 크림이 들어간다.
- 샹티이 크림: 케이크 장식으로 쓰이는 휘핑 크림으로 프랑수와 바텔(Francois Vatel 1635~1671)이 처음 창시한 요리법이다.[7]

## 몽블랑의 변화

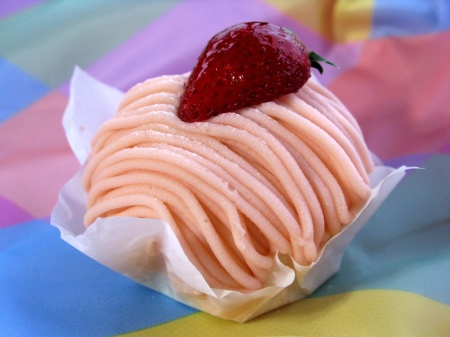
딸기를 얹은 몽블랑

### 일본
1933년 사코타 치마오는 알프스 몽블랑의 아름다움을 케이크로 표현한 프랑스 제과 몽블랑을 일본으로 들여왔는데, 이것은 곧 유명세를 타기 시작했다. 몽블랑은 현재 일본인이 가장 즐겨먹는 디저트 3가지 중 하나이며, 일본의 어느 제과점을 찾아가도 볼 수 있다. 일본에서는 몽블랑의 주 원료인 밤 대신 호박, 참마 등이 쓰이기도 한다. 또한 밤과 함께 코코아나 일본식 녹차 가루가 곁들여져서 만들어지기도 하며, 과일 몽블랑에는 딸기나 망고 등의 과일이 사용된다.
일본의 몽블랑은 각각의 제과점마다 만드는 방법이나 들어가는 재료가 다양하다 

## 같이 보기
- 마롱 글라세